# Artur Castro Budd
Artur Castro Budd (Salvador, 1880 – Rio de Janeiro, 1930) foi um cantor e compositor brasileiro, filho de um dentista inglês e de uma brasileira da família Castro Cafezeiro.
Já vivendo no Rio de Janeiro, apresentava-se ao público como Artur Castro e também como Artur Budd. Fez carreira nas revistas musicadas dos teatros da Praça Tiradentes.
Em meados de 1913, o empresário Antônio Lopes de Amorim Diniz  (conhecido como Duque), pretendendo abrir um cabaré em Paris, o Cabaret Brasil, convidou Artur Castro e compositor baiano Josué de Barros e outros artistas para a temporada inaugural. Infelizmente a empreitada não foi concretizada mas, estimulados por Duque, Artur Castro e Josué de Barros resolvem tentar a sorte na Europa. Não conseguindo contratos em Paris, seguiram para Lisboa, onde alcançaram sucesso, agradando o público português. O trio foi então convidado a gravar para a fábrica alemã Beka Grand-Record. Em Berlim fizeram 140 discos de marchas e cançonetas brasileiras, que viriam a se tornar as primeiras gravações feitas por artistas brasileiros em terras europeias. Artur voltou ao Brasil por volta do ano de 1915.

## Discografia
Título da música - (Autores) - Intérprete - Ano da gravação/lançamento - Gênero
- À beira do regato - (desconhecido) - Artur Castro - 1913 - fado
- A brisa - (desconhecido) - Artur Castro - 1921 - canção
- A casa branca (A casa branca da serra) - (desconhecido) - Artur Castro - 1913 - modinha
- A concha e a virgem - (popular, poema de Gonçalves Dias) - Artur Castro - 1913 - modinha
- A flor que tu me deste - (desconhecido) - Artur Castro - 1911 - modinha
- A media luz - (Edgar Donato) - Artur Castro - 1926 - tango
- A missa campal  (Oscar Pederneiras e L.C. Desormes) - Artur Castro - 1914 - cançoneta de Teatro de revista
- A partida - (desconhecido) - Artur Castro - 1911 - fado
- A Rita e as manecas - (Raul Portela) - Artur Castro - 1926 - canção
- A vaca - (desconhecido) - Artur Castro - 1910 - modinha
- A vaga - (desconhecido) - Artur Castro - 1911 - modinha
- Adoro a lua - (C. Silva) - Artur Castro - 1913 - modinha
- Ai Aurora - (desconhecido) - Artur Castro - 1913 - valsa
- Ai Margarida ai Margarida - (Américo Jacomino (Canhoto)) - Artur Castro - 1926 - marcha carnavalesca
- Amor ingênuo - (Constantino Pinheiro) - Artur Castro - 1926 - samba paulista
- Ao trovador (Terceira resposta) - (desconhecido) - Artur Castro - 1910 - modinha
- Aos pés da cruz (Ao pé da cruz) - (C. Silva) - Artur Castro - 1913 - modinha
- Arte e bom gosto - (Pedro de Sá Pereira) - Artur de Castro - 1926 - canção
- Astro apagado - (Zequinha de Abreu) - Artur Castro - 1926 - tango
- Barriga verde - (Freire Jr.) - Artur Castro - 1927 - marcha carnavalesca
- Bela adormecida - (desconhecido) - Artur Castro - 1910 - modinha
- Benzinho - (J. B. da Silva (Sinhô)) - Artur Castro 1926 - maxixe
- Benzinho adeus - (Zequinha de Abreu) - Artur Castro - 1926 - marcha carnavalesca
- Brasil e Portugal - (desconhecido) - Artur Castro - 1926 - fado
- Ciúmes - (desconhecido) - Artur Castro - 1913 - modinha
- Conquistadô - (Belmácio Pousa Godinho e B. Costa) - Artur Castro - 1913 - tanguinho
- Copacabana - (Francisco A. da Rocha) - Artur Castro - 1926 - samba carnavalesco
- Coração de mulher - (J. Machado e Modesto de Abreu) - Artur Castro - 1926 - valsa lenta
- Cristo nasceu na Bahia - (Sebastião Cyrino  (Duque)) - Artur Castro - 1926 - maxixe
- Cristo não é baiano - (Juquinha) - Artur Castro - 1926 - samba
- Despedida - (desconhecido) - Artur Castro - 1913 - modinha
- Desperta - (desconhecido) - Artur Castro (acompanhamento de Josué de Barros ao violão) - 1913 - modinha
- Desperta - (desconhecido) - Artur Castro (acompanhamento de piano) - 1911 - modinha
- Estela (Stella) - (Abdon Lira e Adelmar Tavares) - Artur Castro (piano) - 1911 - modinha
- Estela (Stella) - (Abdon Lira e Adelmar Tavares) - Artur Castro (violão) - 1913 - modinha
- Eu fui viajar - (Sebastião Cirino e Amorim Diniz (Duque)) - Artur Castro - 1926 - maxixe
- Eu vivo triste - (desconhecido) Artur Castro - 1911 - modinha
- Fado da saudade - (Artur Castro e C. Silva) - Artur Castro 1913 - fado
- Faz hoje um ano - (desconhecido) - Artur Castro - 1911 - modinha
- Fitando o mar - (Alfredo Gama) - Artur Castro - 1913 - valsa
- Foi em um baile - (desconhecido) - Artur Castro - 1910 - modinha
- Flor do céu - (desconhecido) - Artur Castro - 1911 - modinha
- Lágrimas de mãe - (desconhecido) - Artur Castro - 1913 - fado corrido
- Frio manto - (desconhecido) - Artur Castro - 1911 - modinha
- Hino do sono - (desconhecido) - Artur Castro - 1910 - valsa
- Idalina - (C. Silva) - Artur Castro - 1913 - choro
- Lenta agonia - (Artur Castro, I. Turpia e A. Budd) - Artur Castro - 1913 - fado
- Luar do Brasil - (Pedro de Sá Pereira) - Artur Castro - 1926 - modinha
- Luar do Sul - (Zeca Ivo e J. Carneiro Ribas) - Artur Castro - 1926 - canção
- Luar dos pampas - (Pedro de Sá Pereira) - Artur Castro - 1926 - canção cabocla
- Mamãe me leva - (Nabor Pires Camargo) - Artur Castro - 1926 - maxixe
- Manolita (I) - (Léo Daniderf) - Artur Castro - 1931 - canção espanhola
- Manolita (II) - (Léo Daniderf) - Artur Castro - 1931 - canção espanhola
- Maricota de tamancos - (Tuiu) - Artur Castro - 1926
- Meu amorzinho - (Quinote) - Artur Castro - 1926 - samba
- Meu sertão - (Pedro de Sá Pereira) - Artur Castro - 1926 - canção brasileira
- Moreninha - (Ari Kerner Veiga de Castro) - Artur Castro - 1926 - marcha carnavalesca
- Nair - (desconhecido) - Artur Castro - 1911 - xote
- Não é só na Bahia (Sebastião Santos Neves) - Artur Castro - 1926 - maxixe
- O cavanhaque do bode - (Nabor Pires Camargo) - Artur Castro - 1926 - samba
- O gondoleiro do amor - (Castro Alves e Salvador Fábregas) - Artur Castro - 1913 - barcarola
- O sarambá - (Julio Cristobal) - Artur Castro e Pedro Celestino - 1926 - sambinha
- Papagaio no poleiro (Tem papagaio no poleiro) - (Sinhô) - Artur Castro - 1926 - samba
- Perdão meu Deus - (desconhecido) - Artur Castro - 1913 - modinha
- Por ti - (Marcelo Tupinambá e Arlindo Leal) - Artur Castro - 1913 - valsa
- Quando a mulher não quer - (desconhecido) - Artur Castro - 1910 - samba
- Queixumes - (desconhecido) - Artur Castro - 1911
- Rato rato (2ª letra) - (Casemiro Rocha e Claudino Costa) - Artur Castro - 1913 - polca
- Recordação do passado (Recordações do passado) - (Artur Castro) - Artur Castro - 1913 - fado-canção
- Requebrando - (Pedro Cabral) -  Artur Castro - 1926 - samba
- Rosinha - (José Luiz de Moraes (Caninha)) - Artur Castro - 1926 - samba carnavalesco
- Roupa suja - (Francisco A. da Rocha) - Artur Castro e Pedro Celestino - 1926 - samba
- Sempre te amando - (desconhecido) - Artur Castro - 1921 - modinha
- Teu desprezo - (Raul Pizaroni) - Artur Castro - 1926 - tango
- Todas iguais (Roberto Splendore) - Artur Castro - 1926 - samba
- Tristezas de gaúcho (Zeca Vito) - Artur Castro - 1926 - canção
- Valsa da saudade (Alfredo Gama) - Artur Castro - 1918 - salsa
- Vamos ver o que deu (Roberto Splendore) - Artur Castro - 1926 - maxixe
- Vê se pode ser (Eduardo Souto) - Artur Castro - 1926 - maxixe
- Você quer é carinho (G. Cardoso e J. A. do Nascimento) - Artur Castro - 1929 - samba